# Calea ferată București-Urziceni-Făurei
Linia CF București Nord–Urziceni–Făurei este o cale ferată din România, simplă, neelectrificată. Linia face parte din magistrala feroviară 700 și a fost inaugurată la data de 11 septembrie 1943.